# Gäddtjärnen (Örträsks socken, Lappland)
Gäddtjärnen är en sjö i den delen av Bjurholms kommun som ligger i Västerbotten, och Lycksele kommun i Lappland och ingår i Öreälvens huvudavrinningsområde. Sjön har en area på 0,298 kvadratkilometer och ligger 255 meter över havet. Sjön avvattnas av vattendraget Hammonsbäcken.

## Delavrinningsområde
Gäddtjärnen ingår i det delavrinningsområde (711673-165865) som SMHI kallar för Inloppet i Kroktjärnen. Medelhöjden är 277 meter över havet och ytan är 2,8 kvadratkilometer. Det finns inga avrinningsområden uppströms utan avrinningsområdet är högsta punkten. Hammonsbäcken som avvattnar avrinningsområdet har biflödesordning 3, vilket innebär att vattnet flödar genom totalt 3 vattendrag innan det når havet efter 109 kilometer. Avrinningsområdet består mestadels av skog (79 procent). Avrinningsområdet har 0,3 kvadratkilometer vattenytor vilket ger det en sjöprocent på 10,7 procent.